# Інтерферометр Фабрі — Перо

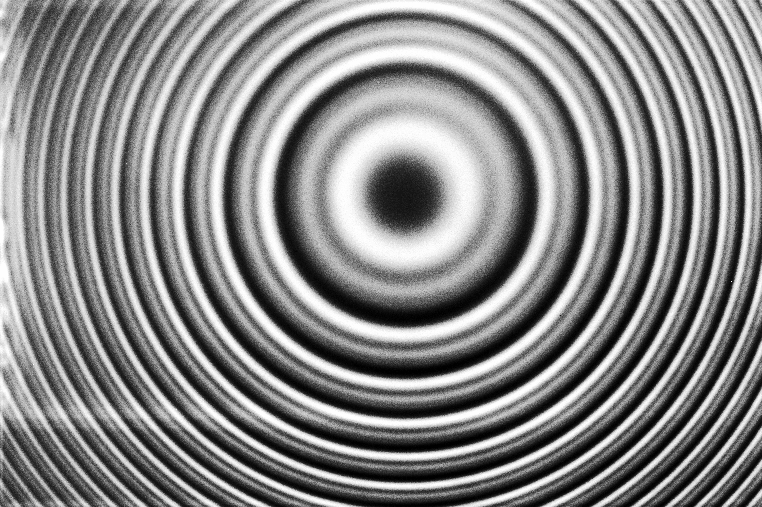
Інтерференційна картина еталона Фабрі — Перо, отримана з переохолодженого дейтерію. Інтерференційні кільця відображують тонку структуру елемента.

Інтерфер́ометр Фабрі́ — Пе́ро або етало́н Фабрі́ — Пе́ро — багатопроменевий інтерференційний спектральний прилад з високою роздільною здатністю, збудований у 1913 році французькими фізиками Шарлем Фабрі та Альфредом Перо. За своєю будовою інтерферометр — плоскопаралельна пластинка (зазвичай повітряна), утворена двома старанно відшліфованими та відполірованими плоскими поверхнями (скляні або кварцові). Зовні ці пластини можуть утворювати невеликий кут із внутрішнім, для того щоб світлові блиски не заважали спостереженню головної частини інтерференційної картини. Внутрішня частина пластин вкривається сріблом або іншим металом, щоб вони мали високий коефіцієнт відбиття.
Інтерференційна картина — кільця рівного нахилу, оскільки утворена вона від пучка світла, що розходиться від широкого джерела. Порядок інтерференції залежить від відстані між пластинами, а різкість — від коефіцієнта відбиття металу на внутрішніх поверхнях плоских пластинок.

## Принцип дії

Схема еталону та шлях світла у ньому.

Принцип дії інтерферометра Фабрі — Перо засновано на багатопроменевій інтерференції. Плоска хвиля, що падає на нього, багато разів віддзеркалюється від внутрішніх стінок пластин та частково проходить далі. Таким чином створюються когерентні хвилі, які різні за амплітудою та фазою. Якщо позначити початкову амплітуду через {\displaystyle A_{0}\,}, тоді хвилі, що проходять мають амплітуди:
{\displaystyle A_{1'}=(1-R)A_{0},\ A_{2'}=R(1-R)A_{0},\ A_{3'}=R^{2}(1-R)A_{0},...\,},
де R — коефіцієнт відбиття. Амплітуди хвиль, що віддзеркалюються:
{\displaystyle A_{1}={\sqrt {R}}A_{0},\ A_{2}=-{\sqrt {R}}(1-R)A_{0},\ A_{3}=-{\sqrt {R}}R(1-R)A_{0},...\,},
Знак «мінус» враховує втрату півхвилі при відбитті. Різниця ходу між двома сусідніми пучками визначається за формулою {\displaystyle \Delta =2dn\cos \theta \,}, а різниця фаз {\displaystyle \Phi =k\Delta \,}, де k — хвильове число. Тоді результуючі амплітуди відбитої хвилі та хвилі, що проходить утворюють геометричну прогресію:
{\displaystyle A_{d}=A_{0}(1-R)\left[1+Re^{-i\Phi }+R^{2}e^{-2i\Phi }+...\right]\,},
{\displaystyle A_{r}={\sqrt {R}}A_{0}-{\sqrt {R}}(1-R)A_{0}e^{-i\Phi }\left[1+Re^{-i\Phi }+R^{2}e^{-2i\Phi }+...\right]\,},
де і — уявна одиниця. Якщо пластина достатньо довга, тоді амплітуди можна записати як суми нескінченних спадаючих геометричних прогресій:
{\displaystyle A_{d}={\frac {(1-R)}{1-Re^{-i\Phi }}}A_{0}\,},
{\displaystyle A_{r}={\frac {{\sqrt {R}}(1-e^{-i\Phi })}{1-Re^{-i\Phi }}}A_{0}\,}.

## Застосування
Інтерферометр Фабрі — Перо застосовують для розділення тонкої структури спектральних ліній. При одночасному опроміненні інтерферометра хвилями з близькими, але не однаковими довжинами хвиль, інтерференційні смуги розщеплюються. Роздільна здатність інтерферометра залежить від різкості зображення в ньому.
Інше використання — порівняння довжин хвиль. При цьому інтерферометр освітлюють водночас променем світла, довжину хвилі якого треба визначити й еталонним променем із відомою довжиною хвилі.